# Astragalus havianus
Astragalus havianus es una especie de planta del género Astragalus, de la familia de las leguminosas, orden Fabales.

## Distribución
Astragalus havianus se distribuye por China.

## Taxonomía
Fue descrita científicamente por E. Peter. Fue publicada en Acta Horti Gothob. 12: 37 (1938).